# 170. strelska divizija (ZSSR)
170. strelska divizija (izvirno rusko 170. стрелковая дивизия; kratica 170. SD) je bila strelska divizija Rdeče armade v času druge svetovne vojne.

## Zgodovina
Divizija je bila ustanovljena februarja 1942 v Sterlitamaku in razpuščena še isti mesec. Isti mesec so nato divizijo še enkrat ustanovili, tokrat v Molotovu.